# چشمان اژدها
چشمان اژدها (به انگلیسی: Dragon Eyes) نام یک فیلم سینمایی ویدئویی آمریکایی به کارگردانی جان هیامز، در ژانر اکشن و رزمی محصول سال ۲۰۱۲ میلادی است.

## بازیگران
- کانگ لی در نقش Ryan Hong
- پیتر ولر در نقش Mr. V
- ژان کلود ون دم در نقش Tiano
- کریستال مانتکون در نقش Rosanna
- دنی مورا در نقش بابابزرگ‌جرج
- کریستوف فن وارنبرگ در نقش Sgt. Feldman
- لوئیس دا سیلوا در نقش Dash
- دن هندرسون در نقش پلیس ضرب‌وشتم‌کننده
- ریچ کلمنتی در نقش Devil Dog Gangster #4
- تروور پرانگلی در نقش Lord